# Jac Holzman
Jac Holzman (New York, 15 september 1931) is een Amerikaans voormalig ondernemer in de muziekindustrie. In oktober 1950 richtte hij met zeshonderd dollar het onafhankelijke platenlabel Elektra Records op vanuit zijn studentenkamer op de campus van St. John's College. In 1963 richtte hij daarnaast het label Nonesuch Records op. Elektra Records werd gedurende de jaren zestig een zeer succesvol label, met acts als Judy Collins, Love en The Doors. Holzman verkocht beide labels in 1970 voor in totaal tien miljoen dollar en nam drie jaar later afscheid als voorzitter. Hij heeft daarna onder meer gewerkt als adviseur voor Warner Music Group. Op 14 maart 2011 werd Holzman opgenomen in de Rock and Roll Hall of Fame.